# Condado de Summers
El condado de Summers (en inglés: Summers County), fundado en 1871, es uno de los 55 condados del estado estadounidense de Virginia Occidental. En el año 2000 tenía una población de 12.999 habitantes con una densidad poblacional de 14 personas por km². La sede del condado es Hinton.

## Geografía
Según la Oficina del Censo, el condado tiene un área total de 953 km² (368 mi²), de la cual 935 km² (361 mi²) es tierra y 18 km² (6,9 mi²) (1.78%) es agua.

### Condados adyacentes
- Condado de Greenbrier - noreste
- Condado de Monroe - este
- Condado de Mercer - suroeste
- Condado de Raleigh - oeste
- Condado de Fayette - noroeste
- Condado de Giles - sur, suroeste

### Carreteras
- Interestatal 64
- Ruta de Virginia Occidental 3
- Ruta de Virginia Occidental 12
- Ruta de Virginia Occidental 20

## Demografía
En el 2000 la renta per cápita promedia del condado era de $21,147, y el ingreso promedio para una familia era de $27,251. En 2000 los hombres tenían un ingreso per cápita de $27,485 versus $18,491 para las mujeres. El ingreso per cápita para el condado era de $12,419. Alrededor del 20.30% de la población estaba bajo el umbral de pobreza nacional.

## Gobierno
El condado tiene partes de la Prisión Federal Camp Alderson, una prisión federal para mujeres de la Agencia Federal de Prisiones (BOP).

## Localidades

### Ciudad
- Hinton

### Otras comunidades
- Brooks
- Elton
- Forest Hill
- Green Sulphur Springs
- Hix
- Indian Mills
- Nimitz
- Pence Springs
- Pipestem
- Sandstone
- Talcott